# Kościół św. Marcina w Weingarten
Kościół św. Marcina (także: św. Marcina i św. Oswalda) – kościół w Weingarten w Niemczech, w kraju związkowym Badenia-Wirtembergia, wzniesiony w XI w., a w obecnym kształcie w pierwszej połowie XVIII w. Do początku XIX w. stanowił kościół klasztorny benedyktyńskiego opactwa Weingarten, następnie katolicki kościół parafialny.

## Historia
Pierwszy kościół św. Marcina powstał po przeniesieniu w obecne miejsce benedyktyńskiego klasztoru Altdorf (później nazwanego klasztorem Weingarten) po pożarze pierwotnego założenia w 1053. W 1056 Welf IV zastąpił zakonnice benedyktyńskie benedyktynami z klasztoru Altomünster. Na początku XII w. pierwszy kościół zburzono i rozpoczęto budowę nowego, znacznie większego, który poświęcono w 1182. Klasztor był też ważnym centrum religijnym, a licznych pielgrzymów przyciągały przechowywane w kościele relikwie krwi Chrystusa, przekazane klasztorowi w 1094 przez Welfa IV i jego żonę Judytę flandryjską. Ich kult rozwinął się m.in. w coroczne okazałe uroczystości „krwawego piątku” obchodzone dzień po uroczystości Wniebowstąpienia Pańskiego, w ramach których relikwie są obwożone po mieście w wielkiej procesji, nazywanej Blutritt, organizowanej co najmniej od XVI w. Na początku XVIII w. powstał plan idealnego klasztoru stanowiący nawiązanie do hiszpańskiego Escorialu. W tym okresie zbudowano nowy, monumentalny, barokowy kościół klasztorny – budowę obecnego kościoła rozpoczęto w 1715 i trwała przez pierwszą połowę XVIII w.
W 1802 klasztor został zsekularyzowany. Kościół w 1811 wydzierżawiono tutejszej parafii. W 1922 zgromadzenie benedyktyńskie zostało reaktywowane, jednak zlikwidowano je w 2010. W 1956 kościół podniesiono do rangi bazyliki.

## Architektura i wystrój
Kościół jest monumentalną, barokową budowlą o długości 102 m i wysokości do szczytu kopuły ponad 66 m (z powodu znacznych rozmiarów bywa określany „szwabskim św. Piotrem”). Sklepienie kościoła zdobią znajdujące się wśród stiuków malowidła Cosmasa Damiana Asama przedstawiające sceny z ewangelii, historii zakonu benedyktynów, a także związane z kultem krwi Chrystusa. Organy, stanowiące dzieło Josepha Gablera, ukształtowano w taki sposób, aby nie zasłaniały okien znajdujących się w fasadzie świątyni.

## Galeria

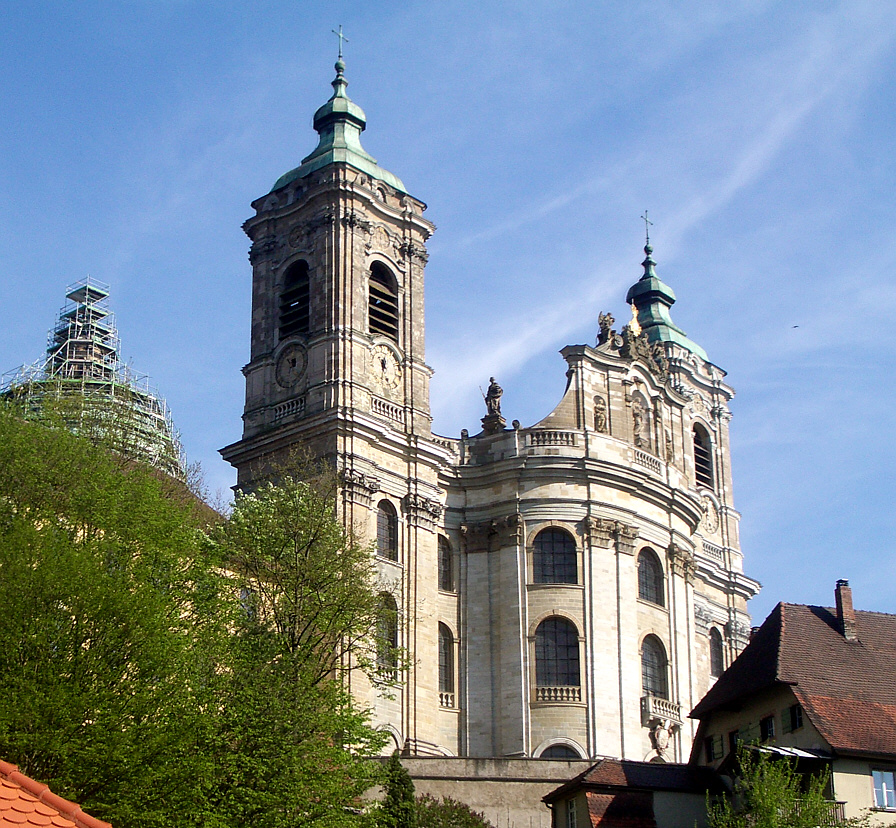
Fasada kościoła, widok z północnego zachodu
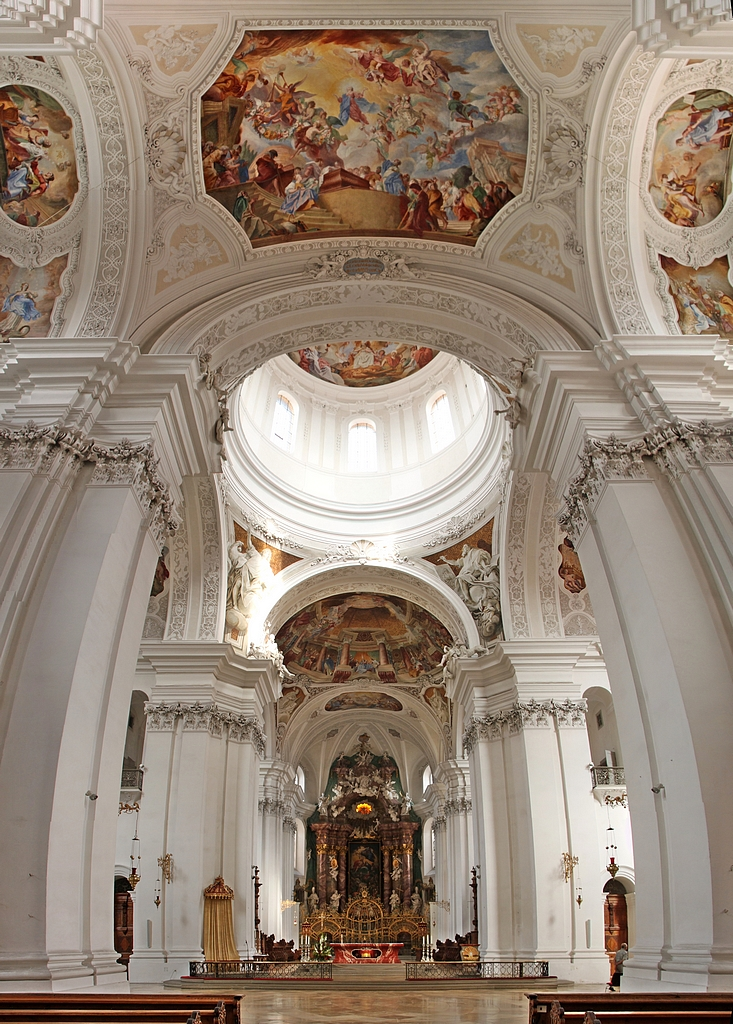
Widok na prezbiterium
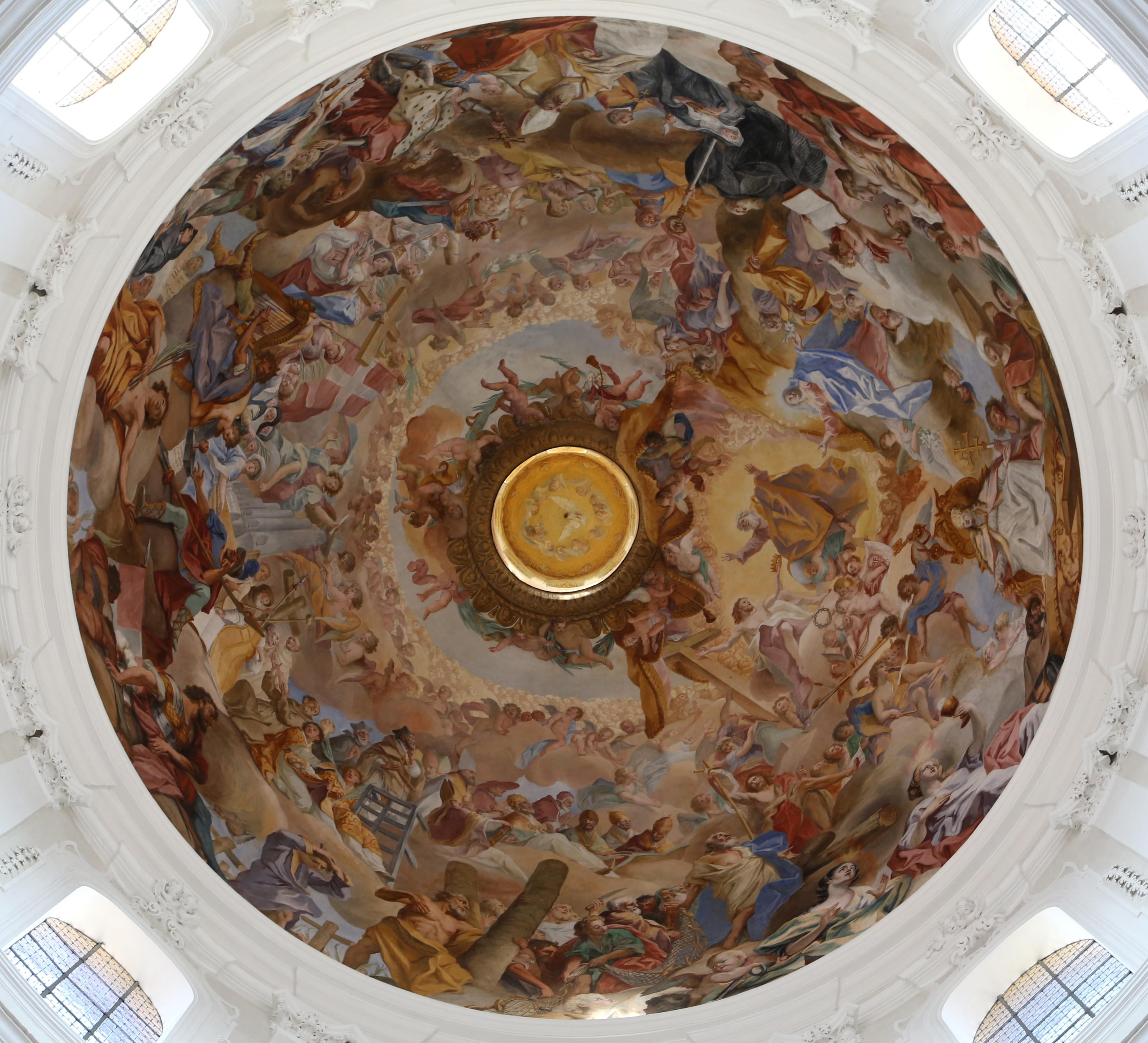
Freski na kopule kościoła
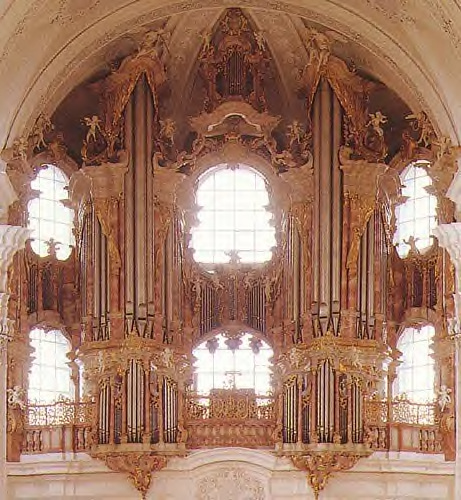
Organy
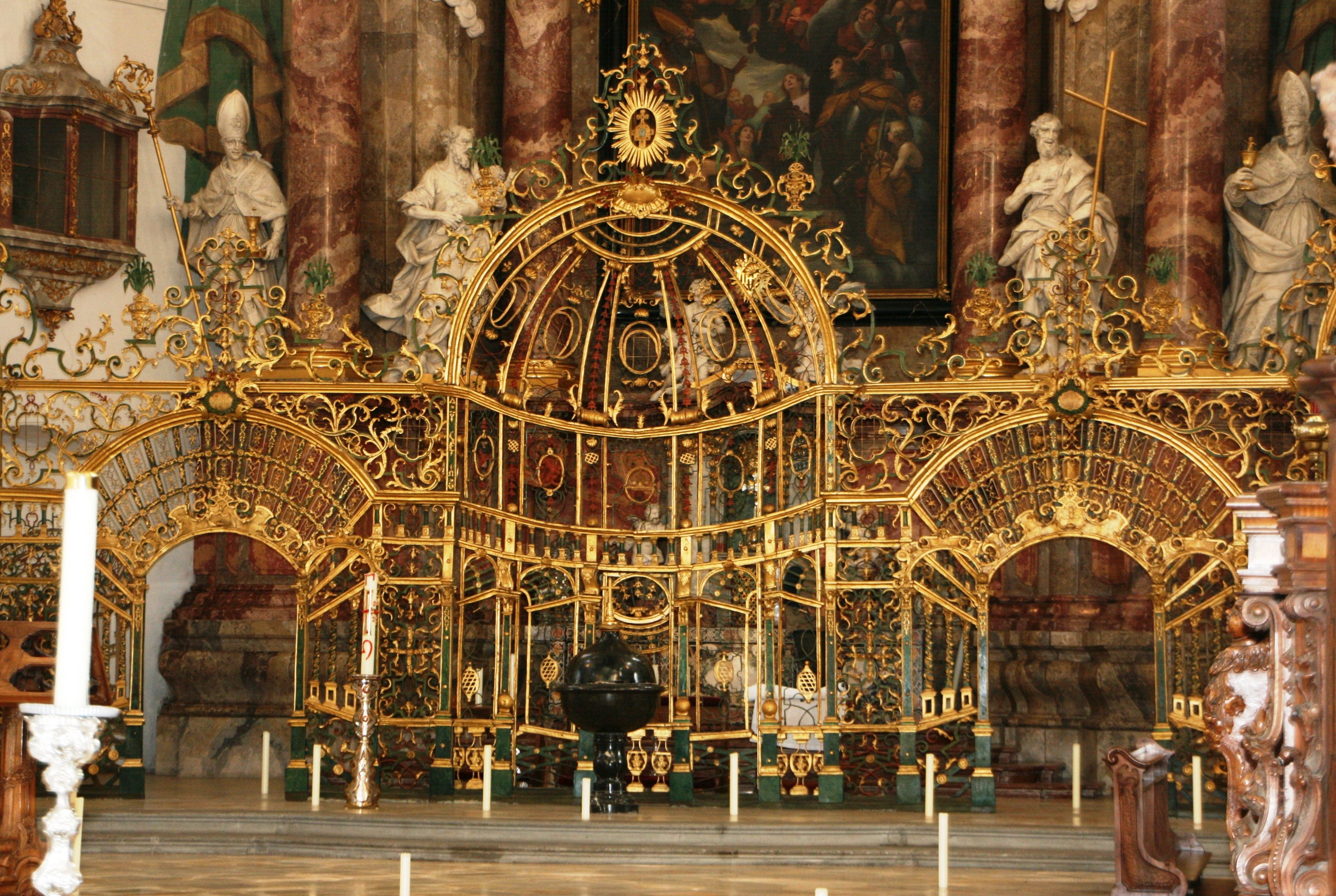
Krata chórowa